# Furipterus horrens
Furipterus horrens је сисар из реда слепих мишева.

## Угроженост
Ова врста није угрожена, и наведена је као последња брига јер има широко распрострањење.

## Распрострањење
Ареал врсте Furipterus horrens обухвата већи број држава у јужној Америци. 
Врста има станиште у Бразилу, Перуу, Еквадору, Венецуели, Колумбији, Панами, Костарици, Гвајани, Суринаму, Тринидаду и Тобагу и Француској Гвајани.

## Станиште
Станишта врсте су шуме и речни екосистеми.